# Fahndorf

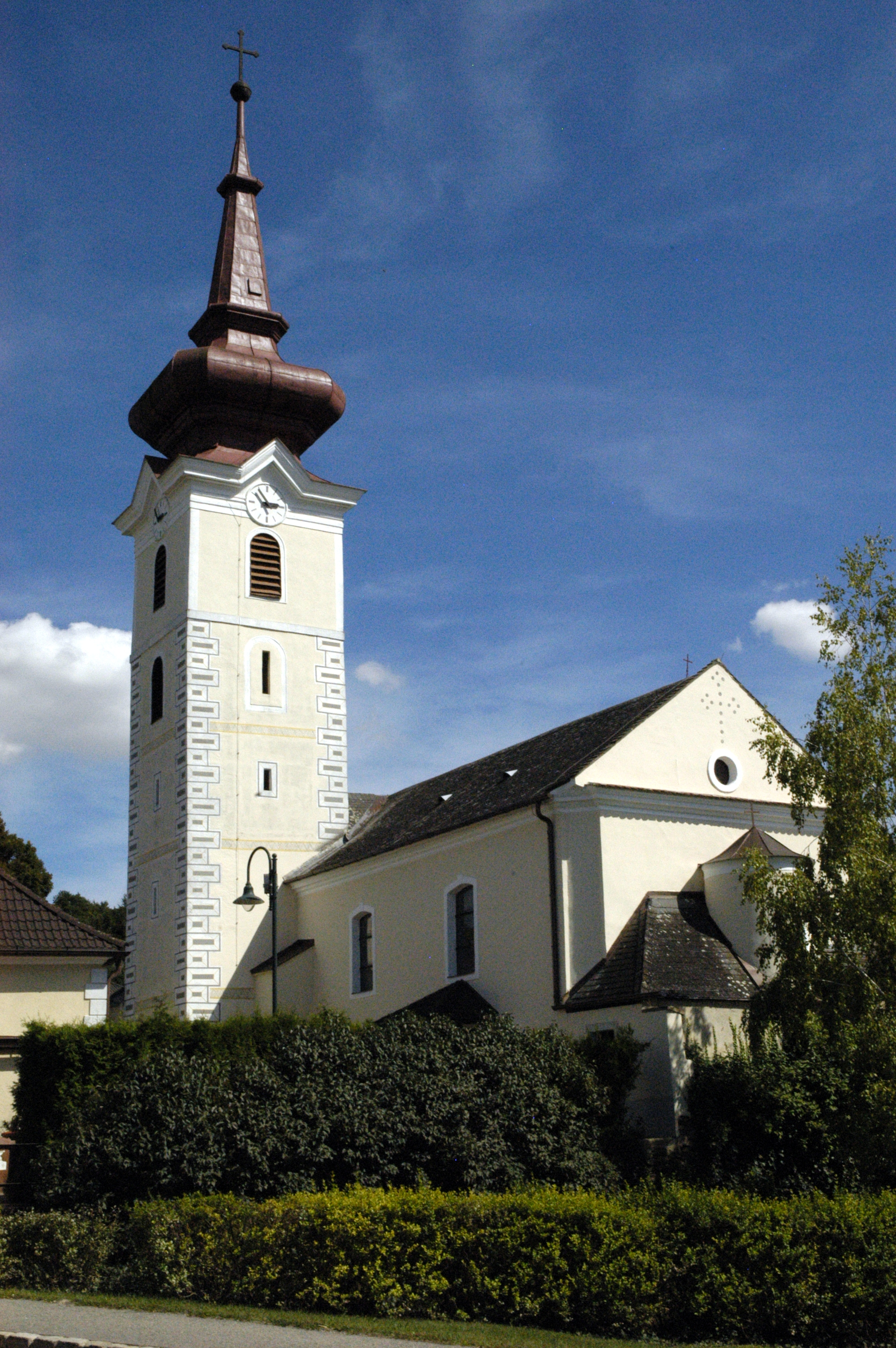
Pfarrkirche Fahndorf

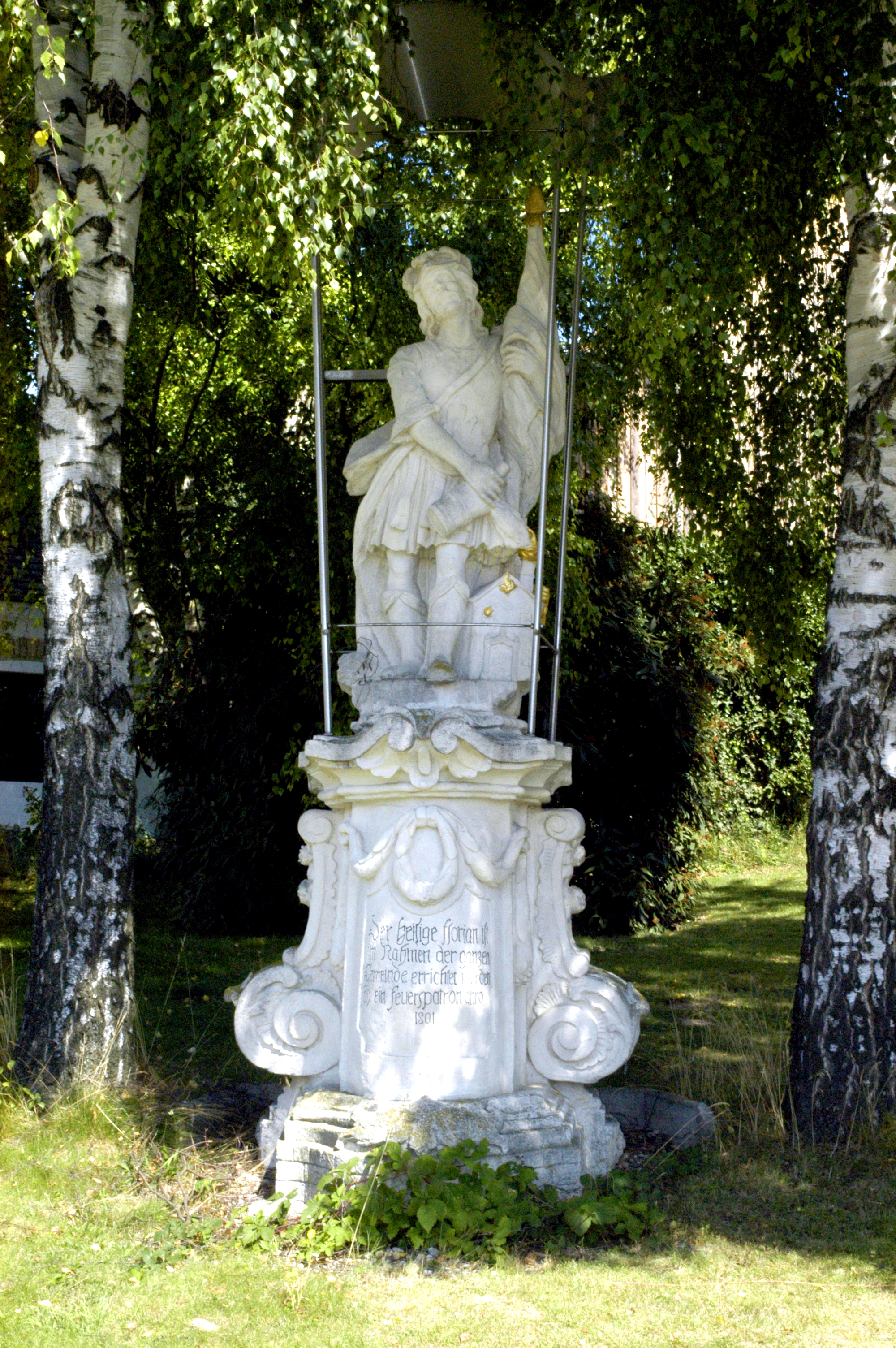
Florianistatue

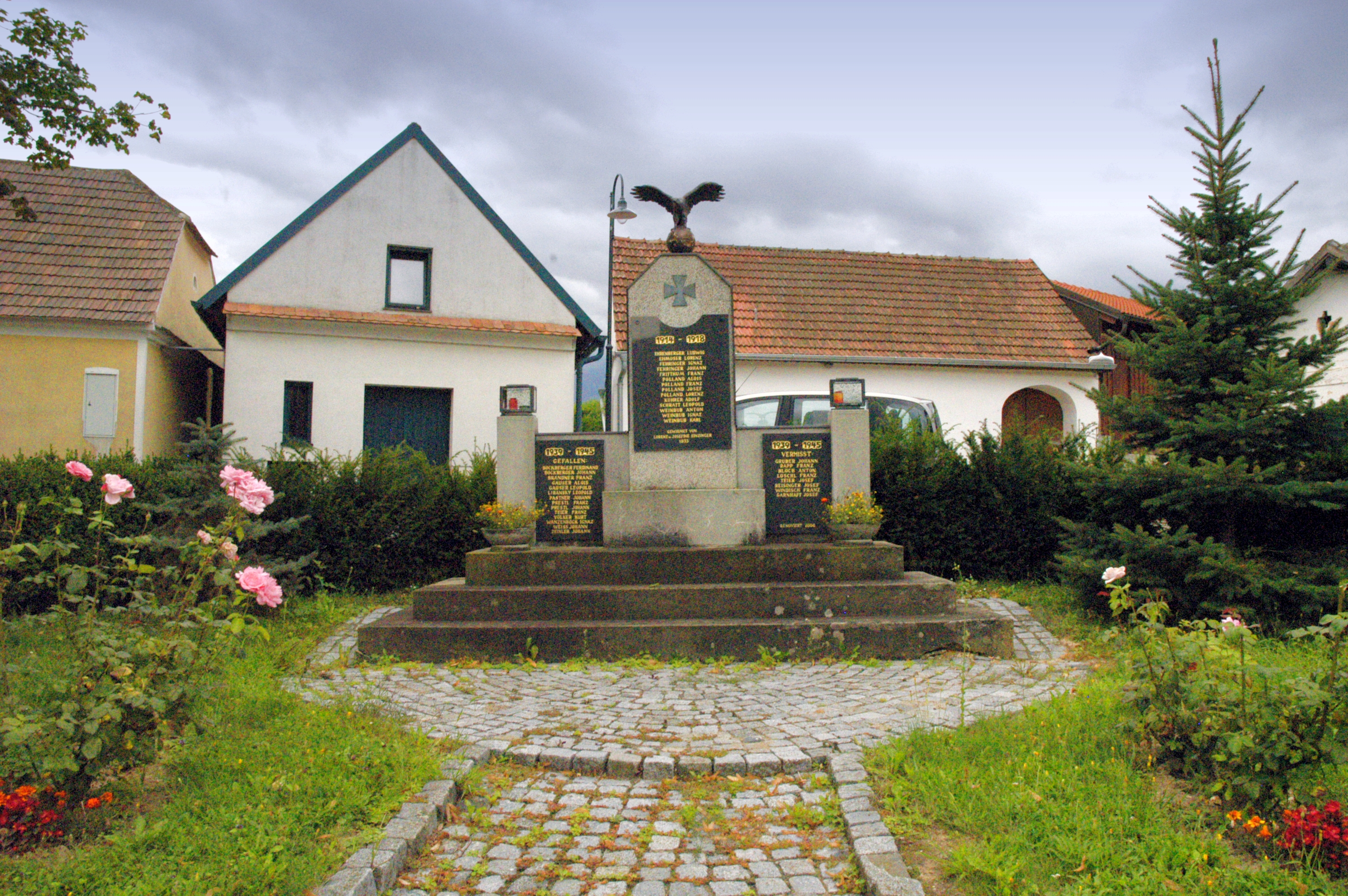
Kriegerdenkmal

Fahndorf ist eine Ortschaft und Katastralgemeinde der Marktgemeinde Ziersdorf in Niederösterreich.

## Geographie
Der Ort liegt am südlichen Ende des Fahndorfer Hügellandes, wo dieses in das Schmidatal abfällt, 5 km nordöstlich von Ziersdorf und 10 km westlich von Hollabrunn an der Landesstraße L43. Von dort zweigt im Ort die L1222 nach Süden zur L1221 ab. In Fahndorf entspringt eine der beiden Quellen des Rohrbachs (die andere im Nachbarort Kiblitz), der zwischen Rohrbach und Glaubendorf in die Schmida mündet.

## Geschichte
Die erste urkundliche Erwähnung von Fahndorf geschah im Jahr 1110 in der Einweihungsurkunde der Pfarrkirche Ravelsbach. Damals schrieb man den Ort als Vogindorf. Er war zunächst Sitz eines Adelsgeschlechtes, später traten das Stift Zwettl, das Stift Heiligenkreuz und andere österreichische Ministeriale als Grundherrn auf. Nach den Reformen 1848/1849 konstituierte sich der Ort 1850 als selbständige Gemeinde und war bis 1868 dem Amtsbezirk Ober-Hollabrunn und danach dem Bezirk Hollabrunn zugeteilt. Laut Adressbuch von Österreich waren im Jahr 1938 in der Ortsgemeinde Fahndorf ein Binder, zwei Gastwirte, zwei Gemischtwarenhändler, eine Milchgenossenschaft, ein Schmied, eine Schneiderin, zwei Schuster, ein Tischler und zahlreiche Landwirte ansässig. Fahndorf schloss sich 1971 der Großgemeinde Ziersdorf an.

## Kultur und Sehenswürdigkeiten
- Katholische Pfarrkirche Fahndorf Heiliger Geist: Die spätbarocke Pfarrkirche zum Heiligen Geist liegt in der Ortsmitte. Der einjochige gotische Chor verfügt über einen Fünfachtel-Schluss, Strebepfeiler und Spitzbogenfenster. Das Langhaus, eine Ergänzung um 1800, hat abgeschrägte Ecken, Flachbogenfenster und ein Satteldach, ein rundes Chorstiegenhaus im Westen und ein architraviertes Südportal. Der im Kern gotische Nordturm mit barocken Schallfenstern und Ortsteinrahmung wird von einem barocken Uhrengiebel und einem Zwiebelhelm bekrönt. Die Kirche ist von einem Friedhof mit barockem Pfeilerportal umgeben.

- Florianistatue: Im Osten des Ortes befindet sich eine Figur des hl. Florian auf einem runden Volutenpostament, das mit 1801 bezeichnet ist.

- Kriegerdenkmal: Das 1932 erbaute und nach dem Zweiten Weltkrieg erweiterte Kriegerdenkmal im Westen des Ortes besteht aus drei Platten mit Namen von Gefallenen und Vermissten. Auf der Spitze des steinernen Denkmals befindet sich ein Adler aus Metall, rechts und links wird es von Pfeilern mit Grablichtern abgeschlossen.

- Kellergassen: In einem Graben an der westlichen Ortsausfahrt befindet sich eine beidseitige, 300 m lange Kellergasse mit 43 Kellern und Gebäuden. Eine zweite, einseitige, 150 m lange Einzelkellergasse mit 11 überwiegend traufständigen Kellern und Gebäuden liegt an einer Geländekante im Hintaus am nordwestlichen Rand des Ortes.

## Wanderwege
Fahndorf liegt am 31,5 km langen Großgemeinde-Rundwanderweg Ziersdorf (GGRWW), der in Ziersdorf beginnt und über Dippersdorf, Rohrbach, Kiblitz, Fahndorf, Hollenstein, Gettsdorf, Großmeiseldorf und Radlbrunn wieder nach Ziersdorf zurückführt. Der 1999 erschlossene 3 km lange Naturlehrpfad Köhlberg – Ziersdorf mit 21 Schau- und Informationstafeln führt über den 2 km südwestlich von Fahndorf liegenden 339 m hohen Aussichtspunkt Köhlberg mit der 2010 errichteten hölzernen Jubiläumskapelle.

## Sport
Auf dem 311 m hohen Kuhstallberg („Fahndorfer Berg“) zwischen Fahndorf und Oberfellabrunn befindet sich seit den 1960er-Jahren das Skigebiet Goaß, ein  400 m langer Hang mit Schihütten und Liftanlage, das vom Skiclub Hollabrunn betrieben wird.

## Persönlichkeiten
- Ignaz Stich (1863–1926), Bibliothekar und Kommunalpolitiker